# Stadio calcistico di Pudong
Lo Stadio calcistico di Pudong (浦东足球场S), noto come SAIC Motor Pudong Arena per ragioni di sponsorizzazione, è uno stadio di calcio di Shanghai, sede delle partite casalinghe dello Shanghai Port, militante nella massima divisione calcistica cinese

## Storia
Nel 2017 lo studio di architettura tedesco HPP Architekten si aggiudicò il concorso internazionale per la progettazione del nuovo stadio da realizzarsi nel distretto di Pudong di Shanghai e fu incaricato della realizzazione dell'impianto stesso. La costruzione, iniziata il 28 aprile 2018, fu completata ad ottobre 2020.
Il nuovo stadio di Pudong era stato designato per ospitare la finale e una delle due semifinali della Coppa d'Asia 2023, evento successivamente posticipato al 2024 in Qatar, dato che la Cina ha rinunciato a ospitare la competizione a causa della pandemia di COVID-19.

## Caratteristiche architettoniche
La forma dello stadio ricorda la tradizionale ciotola in porcellana cinese. Una facciata in metallo bianco scintillante e leggermente ricurva conferisce il caratteristico aspetto compatto all'impianto.